# 30 Овна B b
30 Овна B b — экзопланета (газовый гигант) у звезды 30 Овна B в кратной (четверной) системе 30 Овна, удалённая от Земли на 136 световых лет в направлении созвездия Овна.
Масса планеты оценивается приблизительно в 9,88 MJ. Является единственным известным планетарным объектом в системе 30 Овна.
Материнская звезда имеет спектральный класс F6 V, её возраст оценивается в 30 млн лет. 30 Овна B является компонентом двойной системы, обращаясь вместе с 30 Овна C вокруг общего центра масс с ещё одной двойной системой звёзд 30 Овна A и 30 Овна D. Таким образом, 30 Овна — это характерная иерархическая кратная звёздная система. Системы, подобные 30 Овна, не являются редкостью. Учёные считают, что около 4 % всех систем схожи с системой 30 Овна и имеют 4 звезды.
Экзопланета расположена в обитаемой зоне и обращается вокруг материнской звезды за 335 дней.